# Alexei Leonidowitsch Ogrintschuk
Alexei Leonidowitsch Ogrintschuk, auch bekannt als Alexei Ogrintchouk (russisch Алексей Леонидович Огринчук; * 31. Dezember 1978 in Moskau) ist ein russischer Oboist.

## Leben
Alexei Ogrintchouk war Student am Gnessin-Institut Moskau und studierte später am Conservatoire de Paris bei Maurice Bourgue, Jacques Tys und Jean-Louis Capezzali.
Mit 20 Jahren wurde er als Solo-Oboist von den Rotterdamer Philharmonikern unter dem Chefdirigenten Waleri Gergijew berufen, eine Position, die er bis 2005 innehatte. Seitdem ist er in selbiger Position beim Concertgebouw-Orchester verpflichtet.
Als Solist konzertierte u. a. mit dem Concertgebouw-Orchester, den Orchestern der BBC und dem Royal Philharmonic Orchestra.

## Auszeichnungen
- 1998 Erster Preis am Concours international d’exécution musicale de Genève
- 1999 „European Juventus Prize“
- 2002 "Victoires de la Musique Classique
- 2005 „BBC New Generation Artist“
- 2007 „Borletti Buitoni Trust Award“